# Епархия Билокси
Епархия Билокси (лат. Dioecesis Biloxiiensis) — епархия Римско-Католической церкви с центром в городе Билокси, штат Миссисипи, США. Епархия Билокси входит в митрополию Мобила. Кафедральным собором епархии Билокси является Собор Рождества Пресвятой Девы Марии.

## История
1 марта 1977 года Римский папа Павел VI издал буллу Quandoquidem in Nos, которой учредил епархию Билокси, выделив её из епархии Натчес-Джексона (сегодня — Епархия Джексона).

## Ординарии епархии
- епископ Джозеф Лоусон Эдвард Хауз[англ.] (08.03.1977 — 15.05.2001)
- епископ Томас Джон Роди[англ.] (15.05.2001 — 02.04.2008) — назначен архиепископом Мобила
- епископ Роджер Пол Морин[англ.] (02.03.2009 — 16.12.2016)
- епископ Луи Фредерик Кайнеман[англ.] (с 16.12.2016)

## Источник
- Annuario Pontificio, Libreria Editrice Vaticana, Città del Vaticano, 2003, ISBN 88-209-7422-3
- Булла Quandoquidem in Nos, AAS 69 (1977), стр. 250  (лат.)